# Screaming Out Loud
Screaming Out Loud is het tweede studioalbum van de Nederlandse popartiest en songwriter Esmée Denters.

## Achtergrond
Esmée begon nieuwe liedjes te schrijven voor haar tweede studioalbum in januari 2011. Volgens Esmée zou haar nieuwe album anders zijn dan haar eerste album. Ze heeft voor haar tweede album gewerkt met de Britse DJ en producer Karl Gordon (K-Gee) en artiest Ben Cullum. Op 11 augustus liet Denters via twitter aan haar fans weten dat haar album "Screaming Out Loud" gaat heten.

## Voorlopige Track lijst
| Nr. | Titel                  | Tekst                                                         | Duur |
| --- | ---------------------- | ------------------------------------------------------------- | ---- |
| 1.  | Fight For Love         | Esmée Denters, James Bourne                                   |      |
| 2.  | Head Start             | Esmée Denters, Jonathan Berhane, Benjamin Cullum, Karl Gordon |      |
| 3.  | I Got That Beat        | Esmée Denters, Hannon Lane, Justin Timberlake                 |      |
| 4.  | Keep It Coming         | Esmée Denters, Antonina Armato, Riza Karaoglu, Timothy Price  |      |
| 5.  | Limit Is The Sky       | Esmée Denters, Jevon Hill, Theron Makiel, Jamahli Thomas      |      |
| 6.  | Little Craziness       | Esmée Denters, Toby Gad                                       |      |
| 7.  | Million Pieces         | Esmée Denters, Claude Kelly, Kenneth Karlin, Carsten Schack   |      |
| 8.  | One Last Chance        | Esmée Denters, Red One                                        |      |
| 9.  | Over                   | Esmée Denters, Esther Dean, Brian Kidd                        |      |
| 10. | Part Time              | Esmée Denters, Jonathan Berhane, Benjamin Cullum, Karl Gordon |      |
| 11. | Price To Play          | Esmée Denters, Matthew Gerrard                                |      |
| 12. | Stepback               | Esmée Denters, Claude Kelly, Kenneth Karlin, Carsten Schack   |      |
| 13. | Taking My Heart        | Esmée Denters, Jevon Hill, Theron Makiel, Jamahli Thomas      |      |
| 14. | Who Am I To You        | Esmée Denters, Toby Gad                                       |      |
| 15. | Tonight                | Esmée Denters, Matt Lennon                                    |      |
| 16. | All Around the World   |                                                               |      |
| 17. | Pumping On Your Stereo |                                                               |      |
| 18. | Illusion               |                                                               |      |
| 19. | City Lights            |                                                               |      |
| 20. | Indigo Sky             |                                                               |      |
| 21. | Saturday               |                                                               |      |
| 22. | Runaway                |                                                               |      |